# Awdotja Iljinitschna Istomina

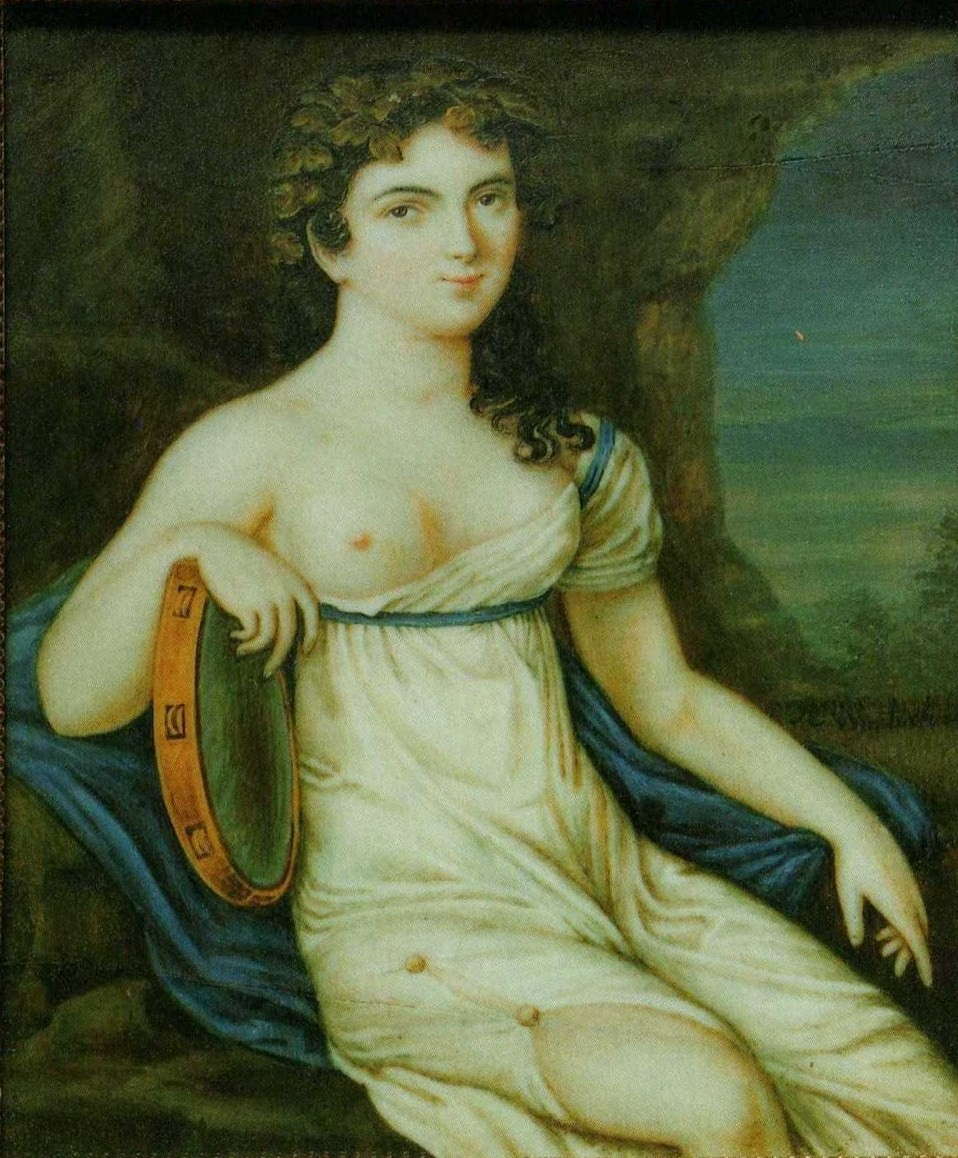
Porträt, zwischen 1815 und 1818

Awdotja Iljinitschna Istomina (russisch Евдокия Ильинична Истомина, wiss. Transliteration Evdokia Il'inična Istomina; * 6. Januarjul. / 17. Januar 1799greg. in Sankt Petersburg; † 26. Junijul. / 8. Juli 1848greg. ebendort) war eine Ballerina in der Zeit des Russischen Kaiserreichs. Sie wurde als die bedeutendste russische Tänzerin der Romantik gefeiert und zeigte als eine der Ersten den Spitzentanz. Alexander Sergejewitsch Puschkin hat sie im ersten Kapitel seines Eugen Onegin als „russische Terpsichore“ verewigt.

## Leben
Istomina, Tochter eines Polizisten, absolvierte bei Charles-Louis Didelot (1767–1837), der den Spitzentanz am Kaiserlichen Theater einführte, ihre Tanzausbildung an der Waganowa-Ballettakademie. Schon früh führte sie das Leben einer Aristokratin. Als sie 18 Jahre alt war, starb ihr Liebhaber, Graf Wassilij Scheremetew, bei einem Duell. Als ihre Kraft nachließ und sie um Urlaub bat, wurde sie auf Anordnung Zar Nikolaus I. entlassen. Sie verstarb in ihrer Heimatstadt im Alter von 49 Jahren an einer Cholera-Erkrankung.